# Tamás Kovács
Tamás Kovács (Budapest, 20 marzo 1943) è un ex schermidore ungherese, vincitore di due medaglie di bronzo nella scherma ai giochi olimpici.
È il figlio di Pál Kovács ed il fratello di Attila Kovács.